# Aulnay-la-Rivière
Aulnay-la-Rivière é uma comuna francesa na região administrativa do Centro, no departamento Loiret. Estende-se por uma área de 16 km². Em 2010 a comuna tinha 515 habitantes (densidade: 32,2 hab./km²).